# OneLove

Logo de OneLove.

OneLove es una campaña antidiscriminación, antirracismo y a favor de derechos humanos y los derechos LGBT+, iniciada durante la temporada de fútbol de 2020 por la Real Asociación Neerlandesa de Fútbol, que invita a los jugadores de fútbol a usar brazaletes con el logotipo de OneLove con los colores del arcoíris. Atrayendo controversia durante su uso en naciones que tienen leyes anti-LGBT+, se hizo prominente durante la Copa Mundial de Fútbol de 2022.

## Historia

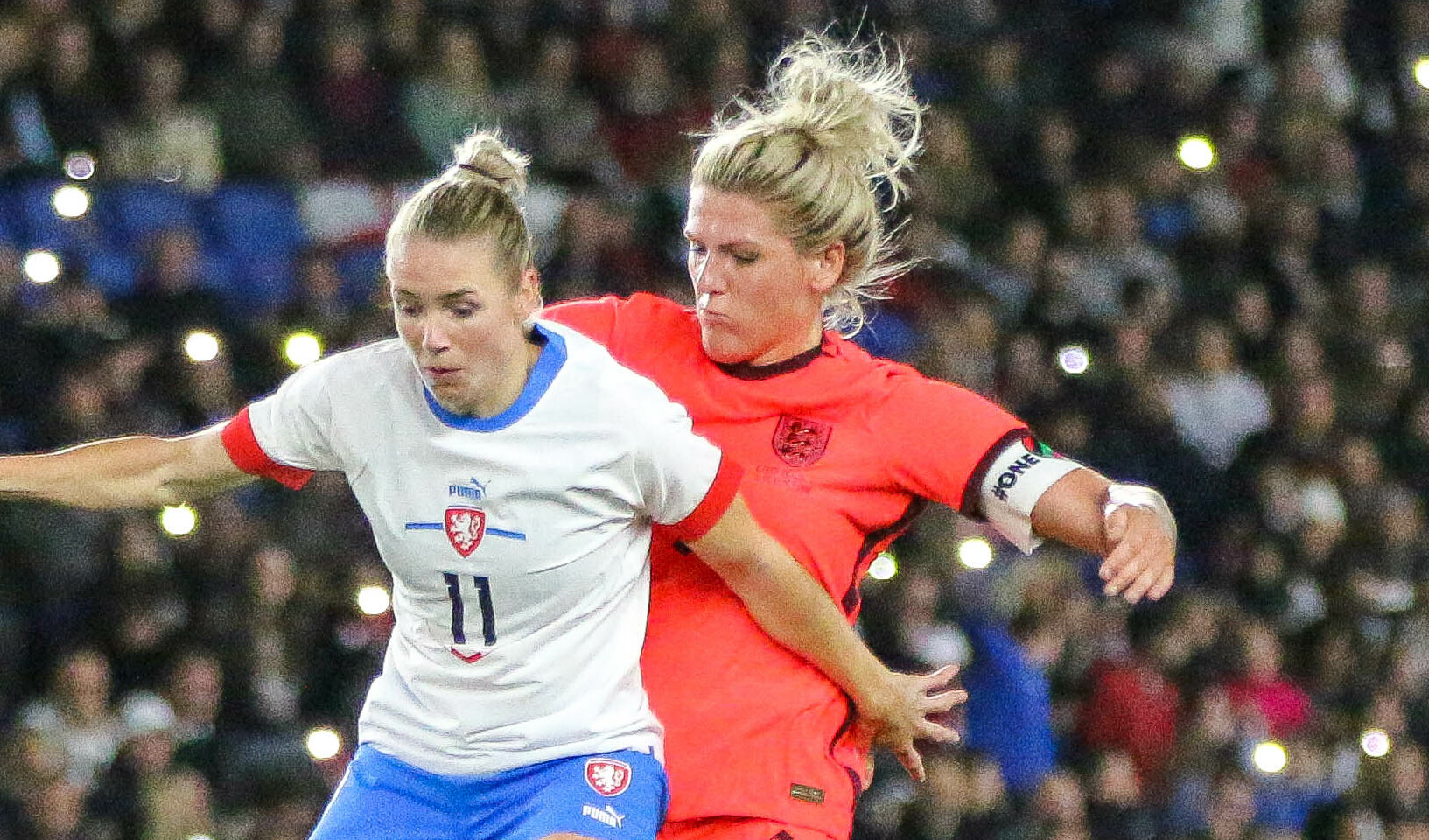
La vicecapitana de la selección femenina de fútbol de Inglaterra Millie Bright (derecha) con el brazalete durante un amistoso en España en octubre de 2022.

La campaña OneLove se inició en los Países Bajos al comienzo de la temporada de fútbol de 2020, en gran parte como respuesta al racismo en el fútbol neerlandés, con una carta abierta que rechaza cualquier forma de discriminación. La carta enfatizó que, a nivel internacional, el fútbol une a millones de personas de todos los sectores de la sociedad. Ese mensaje se mostró en vallas publicitarias en los estadios de fútbol donde la selección de los Países Bajos jugaba sus partidos. El logotipo de OneLove también se usó en las camisetas del equipo durante la final de la Copa KNVB entre Ajax y PSV. Luego, la campaña difundió su publicidad a los medios impresos y de video. El capitán de los Países Bajos, Georginio Wijnaldum, usó el brazalete OneLove durante la Eurocopa 2020. En junio de 2021, se publicó otra carta abierta, esta vez diciendo que los fanáticos estaban orgullosos de sus equipos por la campaña OneLove.
En la Eurocopa Femenina 2022, la mayoría de las capitanas llevaban un brazalete arcoíris OneLove o de la organización benéfica británica Stonewall, incluida la capitana ganadora de Inglaterra, Leah Williamson, la capitana de Suecia, Kosovare Asllani, y la capitana de Noruega, Ada Hegerberg, que también lo llevaba en honor a la víctimas de los tiroteos de Oslo de 2022.
El impacto de la campaña OneLove en los Países Bajos se extendió a otros países europeos, con diez equipos nacionales masculinos que acordaron usar el brazalete en todos sus partidos de la Liga de Naciones de la UEFA y la Copa Mundial de Fútbol, a partir de septiembre de 2022. Dos de esas naciones no se clasificaron para la Copa Mundial de Fútbol de 2022, e Inglaterra no usó el brazalete mientras estaba de luto oficial por Isabel II.

## Diseño de brazalete
El brazalete presenta un corazón con rayas multicolores y un número «1». Las palabras «#ONE» y «LOVE» están a ambos lados del corazón. Los colores del logo no son los de la bandera LGBT; en cambio, simbolizan «raza y herencia (rojo/negro/verde) y todas las identidades de género y orientaciones sexuales (rosa/amarillo/azul)». Las opciones para las combinaciones de colores se inspiraron en la bandera panafricana y la bandera del orgullo pansexual, respectivamente.

La bandera panafricana
La bandera del orgullo pansexual

## Controversias

### Eurocopa 2020

#### Manuel Neuer
El capitán de Alemania, Manuel Neuer, usó un brazalete de arcoíris inspirado en la campaña durante la Eurocopa 2020 y en un amistoso previo al torneo. La UEFA abrió inicialmente una investigación sobre Neuer y la Federación Alemana de Fútbol, sugiriendo que su brazalete era una violación de la neutralidad política; la investigación se cerró con la determinación de que «el brazalete ha sido evaluado como un símbolo del equipo para la diversidad y, por lo tanto, para una 'buena causa'».
En el partido de Alemania contra Inglaterra en Wembley, después de que se abandonara la investigación, Neuer siguió usando su brazalete arcoíris y el capitán de Inglaterra, Harry Kane, usó el brazalete OneLove. El partido cayó durante junio, el Mes del Orgullo; Kane había usado brazaletes de arco iris en otras ocasiones sin controversia, particularmente en la Premier League para Tottenham, durante los eventos del Orgullo.

#### Países Bajos 0-2 República Checa
El rechazo del brazalete se vio por primera vez en 2021, cuando Wijnaldum lo usó en un partido de la Eurocopa 2020 contra la República Checa que se llevó a cabo en Budapest, Hungría. Poco antes, el gobierno húngaro había aprobado una ley que prohibía mencionar la homosexualidad y las cuestiones transgénero en la educación. A los fanáticos neerlandeses también se les impidió llevar banderas del arcoíris a la zona de fanáticos del estadio; La UEFA dijo que la seguridad local hizo cualquier restricción y que dio la bienvenida a los símbolos del Orgullo del arco iris, y agregó que había informado a la Federación Húngara de Fútbol que «los símbolos de los colores del arco iris no son políticos y están en línea con la campaña #EqualGame de la UEFA, que lucha contra toda discriminación, incluso contra la comunidad LGBTQI+, tales banderas se permitirán en el estadio».

### Copa Mundial de Fútbol de 2022
Jugadores europeos que previamente habían lucido brazaletes arcoíris informaron a la FIFA de su intención de continuar con el gesto en la Copa Mundial de Fútbol de 2022, que se realizaría en Catar. Su plan para hacerlo ganó una gran atención en los días previos al inicio del torneo, debido a las crecientes críticas a la actitud de Catar hacia la homosexualidad.
Después de haber llegado al torneo, se advirtió a las asociaciones pertinentes que los jugadores serían, como mínimo, amonestados por usar brazaletes de arcoíris, en lugar de recibir la multa esperada; una declaración conjunta de Inglaterra, Gales, Bélgica, Dinamarca, Alemania, Suiza y los Países Bajos confirmó que no usarían el brazalete porque afectaría a los jugadores. Se criticó que la decisión de la FIFA llegó tan tarde, así como el «silenciamiento del trabajo contra la discriminación dentro del juego» de la FIFA.
En lugar de los capitanes, varias personas asociadas a selecciones nacionales llevaron el brazalete. La más destacada fue la cometarista en asuntos queer de la BBC y excapitana del equipo femenino inglés Alex Scott, que llevaba el brazalete mientras informaba sobre el partido Inglaterra vs Irán el 21 de noviembre. La ministra del Interior alemana, Nancy Faeser, asistió al primer partido de Alemania en la Copa del Mundo el 23 de noviembre, donde lució el brazalete. El ministro de deportes del Reino Unido, Stuart Andrew, que es gay, lo usó mientras asistía al partido entre Inglaterra y Gales.
La selección alemana fue especialmente crítica con la decisión de la FIFA de prohibir el brazalete. En su primer partido, el equipo se tapó la boca en protesta por ser silenciados. Cuando la falta del brazalete hizo que uno de sus patrocinadores se retirara, la asociación alemana de fútbol reemplazó el logotipo del patrocinador con el símbolo OneLove en su centro de prensa en la Copa del Mundo.

## Acciones similares
En octubre de 2017, el futbolista georgiano Guram Kashia usó un brazalete de capitán con rayas de arcoíris para el club neerlandés Vitesse (contra el Heracles Almelo) en apoyo de los derechos LGBT, lo que provocó una reacción violenta en su país y se le pidió que renunciara a la selección nacional de Georgia.
La popularidad del brazalete OneLove en el fútbol europeo, a pesar de que no es solo en apoyo de los derechos LGBT+, llevó a algunos capitanes a usar también un brazalete con un diseño de arcoíris producido por el grupo británico de defensa LGBT+ Stonewall, que había promocionado su campaña de listones arcoíris en favor de la visibilidad LGBT+ en el deporte desde 2013.